# Xã Campbell, Quận Douglas, Missouri
Xã Campbell (tiếng Anh: Campbell Township) là một xã thuộc quận Douglas, tiểu bang Missouri, Hoa Kỳ. Năm 2010, dân số của xã này là 468 người.